# 经福谦
经福谦（1929年6月7日—2012年4月20日），男，籍贯江苏淮阴，生于江苏南京，中国物理学家。中国工程物理研究院研究员，曾任该院流体物理研究所所长、院科技委副主任及冲击波物理与爆轰物理国防科技重点实验室主任。

## 生平
1952年毕业于南京大学物理系。1991年当选为中国科学院学部委员（院士）。